# Nehéz-Posony József
Nehéz-Posony József (?, 1909. január 24. - ?) magyar ügyvéd, Nehéz-Posony István apja, Nehéz-Posony Márton és Nehéz-Posony Kata nagyapja.

## Életpályája
Kisnemesi család sarja, Nehéz-Posonÿ Andrásnak 1649-ben adományozta a címet III. Ferdinánd király. A Felvidéken született 1909-ben, ahonnét a csehszlovák betörés miatt kellett menekülnie a családjának 1919 márciusában. 1932-ben szerezte meg jogi diplomáját. 1935-ben alapítója volt a Törzsökös Magyarok Táborának, amely a "Sárkány" című lapot adta ki, és németellenes tevékenységet folytatott. 1944-ben a német megszállás után katonai behívót kapott, Galíciába került tartalékos főhadnagyként. Első felesége, aki félig zsidó származású volt, távollétében öngyilkosságot követett el alig pár hónapos lányával. Hazatérése után 1944 októberében a nyilas hatalomátvétel után Breznóbányára került, majd 1945 áprilisában társaival megszökött, mielőtt Ausztria felé indultak volna. Zalaszentgróton bújkált, amikor egy szovjet lovaskatona lelőtte, de túlélte.
Budapestre hazatérése után belépett a Kisgazdapártba, tagja volt egy szabadkőműves páholynak, és a Nemzeti Segély jogásza lett. Katonai büntetőügyekben volt védő, és rajta volt azon a listán is, mely alapján szigorúan titkos politikai ügyekben ki lehetett rendelni. 1949-ben a Rajk-perben ő volt Justus Pál kirendelt védője, 1951-ben pedig a Grősz-perben Dr. Hévey Lászlóé. 1952-től az Ügyvédi Kamarák Országos Bizottságának főügyésze. 1957-től a Magyar Ügyvédi Kamara elnökhelyettese, 1976-tól a Ganz gyár jogsegélyszolgálatának vezetője. 1982-ben vonult nyugdíjba.